# Palazzo Patriarcale (Venedig)

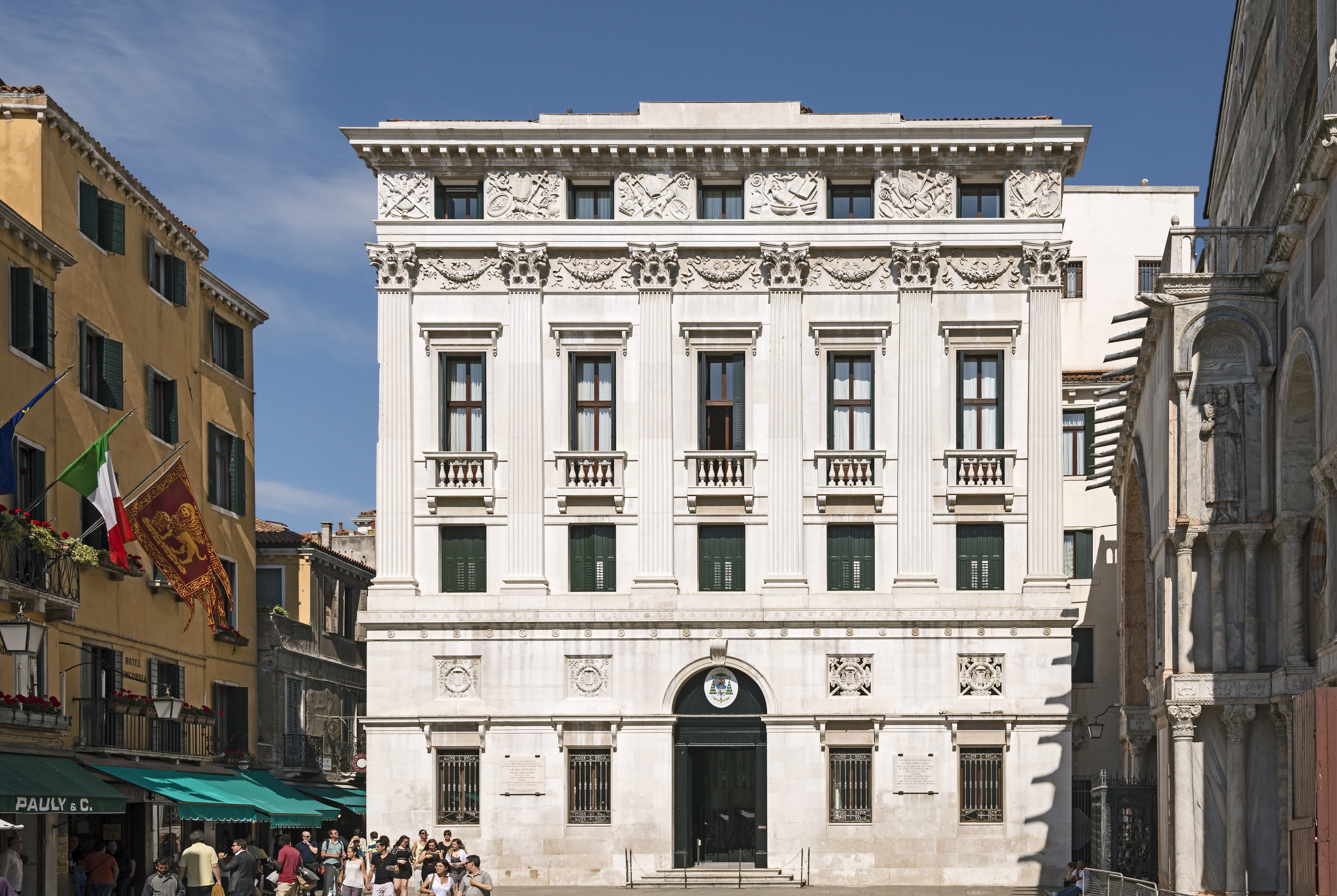
Fassade des Palazzo Patriarcale zur Piazzetta dei Leoncini hin

Palazzo Patriarcale ist ein Palast in Venedig in der italienischen Region Venetien. Er liegt im Sestiere San Marco mit Blick auf die Piazzetta dei Leoncini neben dem Markusdom. Er ist der Sitz der Diözesankurie des Patriarchats von Venedig.

## Geschichte
Ursprünglich war dieses Gebäude zusammen mit der Basilika Teil des Komplexes des Dogenpalastes. Der Palast, der mit der Wohnung des Dogen über einen hängenden Übergang über der Apsis der Basilika verbunden ist, wurde Anfang des 17. Jahrhunderts von Monopola erbaut, um einen neuen Bankettsaal zu beherbergen, der für die Empfänge der Signoria von Venedig und des Senats benötigt wurde.
Nach dem Fall der Republik Venedig, der Unterstellung des Markusdoms als autonome Diözese „Nullius“ und der Transferierung der Kathedra des Patriarchen an die Markusbasilika im Jahre 1807 wurde der Palast der neue Sitz der Kurie. Die Abstimmungen, die von Lorenzo Santi 1837 eingeleitet wurden, führten bereits 1840 zur einvernehmlichen Transferierung der Büros der Kurie, die 1870 mit der Einweihung der neuen Fassade abgeschlossen wurde.

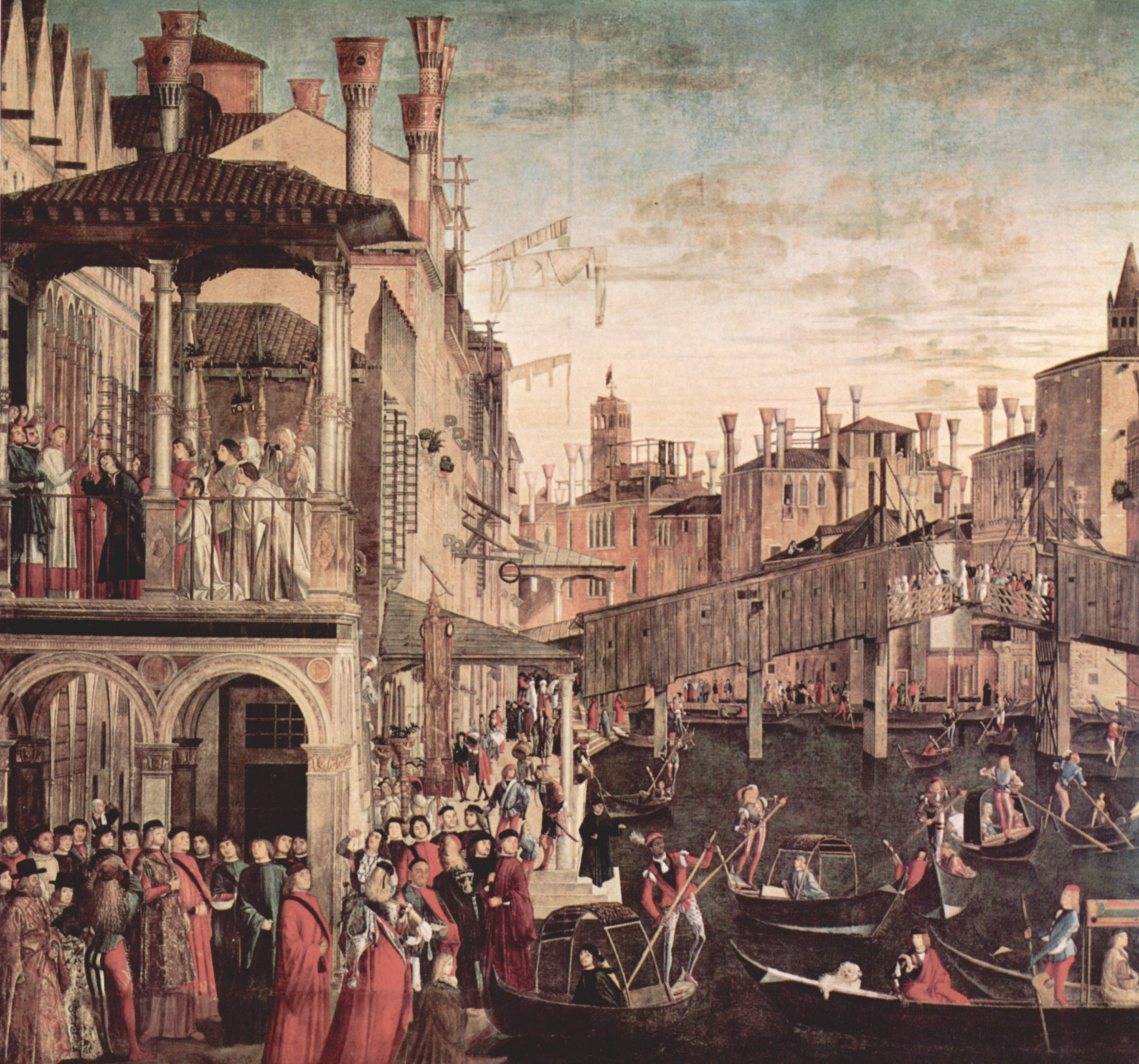
Vittore Carpaccio, Wunder der Kreuzreliquie, Accademia

### Die alten Patriarchenpaläste
Über die Jahrhunderts hatte Venedig vor der letzten Transferierung der Kurie nach San Marco zwei weitere Sitze des Patriarchenpalastes:

#### Der Patriarchenpalast von Rialto
Ursprünglich war der Sitz des Patriarchen in Rialto, anschließend an die Kirche San Silvestro, wo ab 1105 die Patriarchen von Grado ihren Sitz hatten, obwohl diese erst 1451 unterstellt wurden. Dieser Palast ist auf dem Gemälde Das Kreuzwunder in Rialto von Vittore Carpaccio dargestellt.

#### Der Patriarchenpalast von Castello
Nach 1451 wurde der Sitz des Patriarchen neben die Basilika San Pietro di Castello mit einer Fassade zum gleichnamigen Platz hin verlegt. Der alte Palast, der zu Gunsten des neuen Sitzes aufgegeben wurde, war weiterhin Sitz des Titularbischofs von Castello, verfiel aber bald.

## Beschreibung
Die klassizistische Fassade erstreckt sich über vier Stockwerke und ist zur Gänze in istrischem Kalkstein erstellt.
In der Mitte des Erdgeschosses gibt es ein großes Rundbogenportal, flankiert von zwei Paaren rechteckiger Einzelfenster mit darüber angebrachten Wappen. Darüber befindet sich ein breites Gesims als Trennung zum darüber liegenden Zwischengeschoss.
Dieses bildet mit dem wiederum darüber angelegten Hauptgeschoss eine Einheit und setzt die Fünfteilung des Erdgeschosses fort. Jedes der fünf Felder ist durch eine Halbsäule von den daneben liegenden Feldern abgetrennt und enthält im Zwischengeschoss je ein kleines, rechteckiges Einzelfenster und im Hauptgeschoss je ein größeres, rechteckiges Einzelfenster mit vorspringendem Balkon. Nach oben schließt das Hauptgeschoss mit einem Fries aus den sechs Säulenkapitellen und den Halbreliefen dazwischen ab. Über diesem Fries liegt ein weiteres, breites Gesims als Geschosstrennung.
Das Zwischengeschoss unter dem Dach hat wiederum fünf rechteckige, kleine Einzelfenster. Zwischen diesen Fenstern und an den Gebäudeecken sind Halbreliefe angebracht. Nach oben wird die Fassade durch eine gezahnte Dachtraufe abgeschlossen.